# Steven Bochco
Steven Bochco   (Nova York, 16 de desembre de 1943 - Pacific Palisades, 1 d'abril de 2018) va ser un show runner, productor i escriptor estatunidenc. Va treballar en diverses sèries de televisió conegudes durant els anys 1980 i 1990, incloent Hill Street Blues, L.A. Law, Doogie Howser, M.D., i NYPD Blue.
Nascut en el si d'una família jueva. Els seus pares eren artistes, la seva mare pintora i el seu pare violinista. Va estudiar en una escola de música i arts i el 1961 es va mudar a Pittsburgh per estudiar literatura i teatre.
Va començar la seva carrera com a escriptor en sèries de televisió dramàtiques com Ironside i Columbo. A partir de 1981, la seva cadena de productor va despuntar amb grans èxits com Hill Street Blues i va continuar durant les pròximes dues dècades. La seva última gran sèrie va ser Murder in the First que va emetre's entre 2014 i 2016.
Va morir el 2018 a causa d'una leucèmia.